# Vanföreställningssyndrom
Vanföreställningssyndrom, tidigare paranoia, och paranoid psykos, är en diagnos på en grupp psykiska störningar, vilka kännetecknas av psykoser med varaktiga vanföreställningar, med stora individuella variationer på innehåll och uttryck. Benämningen paranoid psykos syftar i regel på vanföreställningssyndrom. Till skillnad från schizofreni saknas symtom på hallucinationer.

## Symtom
Vanföreställningssyndrom är en diagnos som inte ofta ställs. För att så ska ske ska först uteslutas att det är en annan form av psykos (organisk psykos, drogutlöst psykos, akut psykos eller schizofreni). Det främsta kännetecknet är dels att det föreligger en varaktig psykos (längre än tre månader), dels att psykosen framför allt bottnar i vanföreställningar. Hallucinationer är vad som kännetecknar schizofreni, varför den diagnosen ställs om det förekommit.
Vanföreställningarna vid vanföreställningssyndrom uppvisar en mycket stor individuell variation, och präglas av individens kultur och miljö. Den drabbade skiljer sig dock från sin miljö eller kultur genom att ha personliga vanföreställningar som inte delas av till exempel personens omgivning. Ofta är dessa vanföreställningar bisarra (till exempel att personen är förföljd av utomjordingar),  men de kan också vara mindre bisarra (till exempel att personen är förföljd av CIA). 
Kännetecknande för vanföreställningssyndrom är att dessa vanföreställningar är mycket varaktiga och omöjliga för omgivningen att korrigera; övertygande bevis för att vanföreställningarna är osanna biter inte på personen, vanföreställningarna är kroniska. Den kroniska karaktären på vanföreställningarna är syndromets mest uttalade tecken.

## Olika former av vanföreställningssyndrom
En av de vanligaste formerna av de kroniska vanföreställningssyndromen är varaktigt vanföreställningssyndrom (ICD-10 F22.0). Vanföreställningarna i den gruppen kan handla om storhetsvansinne, förföljelsemani, en upplevelse av att kroppen förändras, men flera varianter förekommer. Vanföreställningen är ofta livslång, det vill säga, personen har samma vanföreställning så länge som personen är sjuk.
Vanföreställningssyndrom kan också ha organiska orsaker, till exempel vid epilepsi, endokrina sjukdomar, hjärnsjukdom, neurodegeneration med mera. Organiskt vanföreställningssyndrom, vilket är en form av organisk psykos, klassificeras särskilt i ICD-10, men bara om personen lider av en känd sjukdom som kan ge detta symtom. Vid organiskt vanföreställningssyndrom kan personen också ha hallucinationer och katatoni. Psykosen förekommer vid problem med flera olika delar av hjärnan, utan att en särskild hjärnlob ensamt kunnat förklara syndromet.
Drogutlösta psykoser, till exempel av alkohol eller narkotika, kan ge drogutlöst vanföreställningssyndrom, till exempel alkoholparanoia.

## Populära namn på varianter
Det finns flera namn på olika varianter vanföreställningssyndrom, som dock inte tas med i ICD-10.
- Erotomani – föreställningen att någon (i allmänhet med högre status) är förälskad i den drabbade personen. Skådespelerskan Jodie Foster förföljdes under många år av en man som led av erotomani.
- Storhetsparanoia – storhetsidéer beträffande identitet eller föreställningar om en speciell relation till en viktig eller gudomlig person.
- Svartsjukeparanoia – föreställningen att ens partner är otrogen. Denna föreställning är relativt vanlig hos gravt alkoholiserade män.
- Förföljelseparanoia – vanföreställningar om förföljelser.
- Sjukdomsparanoia – vanföreställningar om att man har en allvarlig sjukdom som cancer, syfilis eller hiv-infektion.
- Kverulansparanoia, som också kallas processparanoia eller rättshaverism. En rättshaverist anmäler olika typer av fel – ofta beslut från myndigheter – och överklagar under åratal i alla tänkbara instanser. Denna verksamhet kan uppta en stor del av den drabbade personens tid.
- Blandad typ – vanföreställningar som karakteriserar flera av de olika vanföreställningssyndromen, till exempel övertygelse om att vara förföljd och dessutom ha en sjukdom.

## Neuroendokrinologi
Eftersom diagnosen vanföreställningssyndrom inte får ställas om personer lider av hallucinationer (då är det schizofreni eller någon annan affektiv sjukdom), forskas det mycket på att finna en gemensam bild av de drabbades neuroendokrinologiska status. Studier tyder på att dopaminnivåerna är förhöjda, vilket skulle innebära att den så kallade dopaminhypotesen skulle gälla vanföreställningar vid psykoser. I likhet med andra psykoser har drabbade personer under den akuta fasen en mild euthyroid sick syndrome, med något höjt T4, tyroxin (inom normalvariationen), något sänkt T3, trijodtyronin (inom normalvariationen) samt oförändrat TSH; vid medicinering sänks både T4 och T3, medan TSH fortfarande är opåverkad.

## Behandling
Mediciner mot psykos kan ha effekt men då de flesta personerna med vanföreställningssyndrom saknar sjukdomsinsikt är de i allmänhet negativa till medicinering.